# Agricola (desková hra)
Agricola (název znamená latinsky „zemědělec“) je moderní společenská hra z roku 2007, jejímž autorem je Uwe Rosenberg a vydavatelem německá firma Lookout Games. V Česku hru vydala v roce 2008 kompletně v češtině firma MindOK. Hráči ve hře představují sedláky ze 17. století a jejich úkolem je získat co nejvíce bodů za prosperitu farmy – pěstování obilí a zeleniny, chov zvířat, rozšiřování svého domu a rodiny. Kromě toho se také musejí starat o jídlo pro členy své rodiny.
Hra je určena pro 2 až 5 hráčů, jeden hráč ji může hrát jako solitér podle speciálních pravidel. Jde o poměrně složitou hru a je doporučována především zkušenějším hráčům. Pravidla obsahují i zjednodušenou (tzv. rodinnou) verzi pro méně zkušené hráče.

## Mechanismus hry

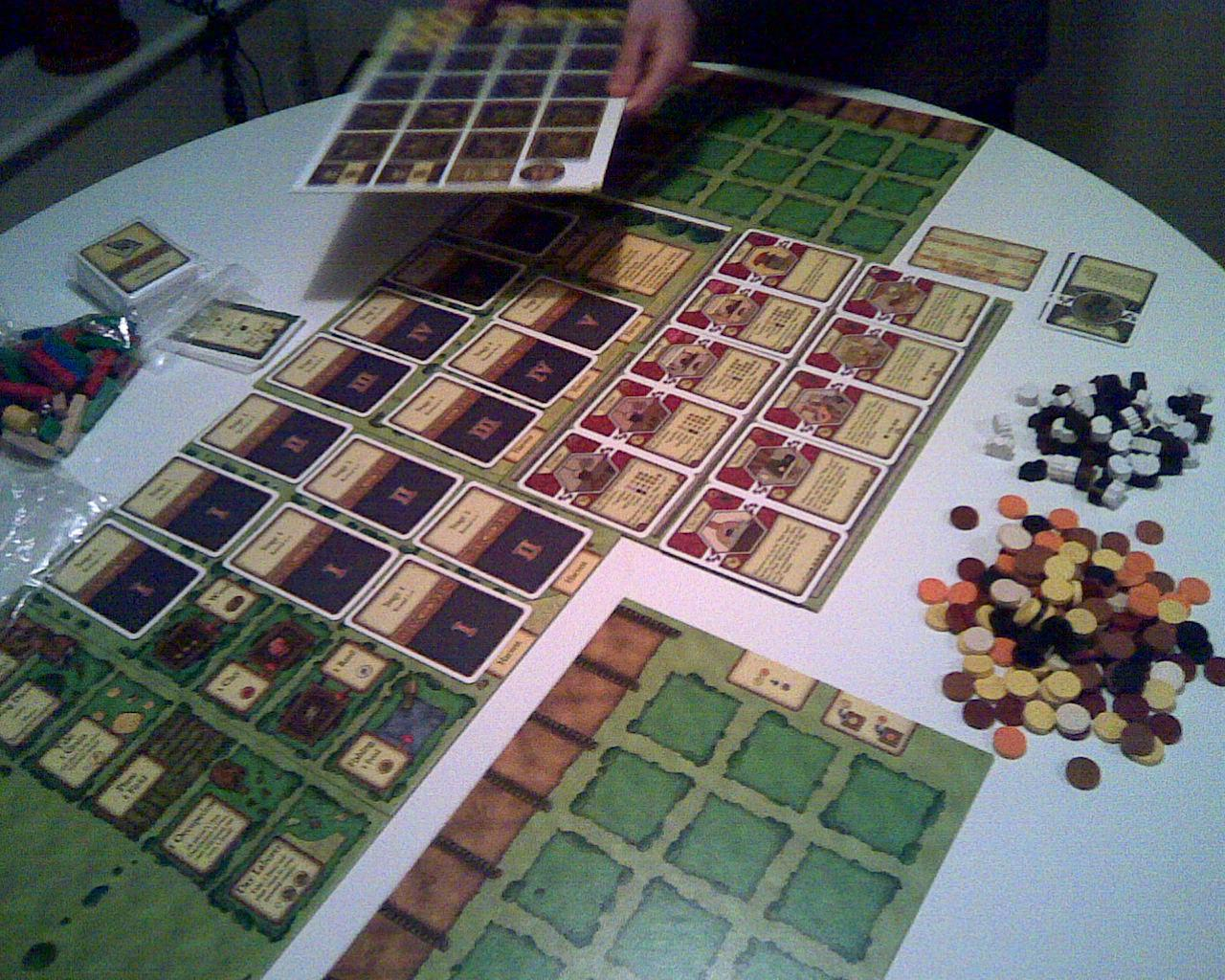
Příprava hry Agricola

Každý hráč má před sebou hrací desku s 15 políčky. Na dvou z nich jsou od začátku hry dvě místnosti dřevěné chýše, v nichž bydlí dva členové rodiny. Ostatní políčka jsou prázdná. Na nich hráč může orat pole, sázet plodiny, stavět chlévy a ohrady pro zvířata nebo rozšiřovat svůj dům. Každý hráč také na začátku obdrží 7 karet malého vybavení, které si ve hře může koupit za příslušné suroviny, a 7 karet povolání, která během hry může zahrát a získat tak nějaké výhody.
Hra má celkem 14 kol. V každém kole hráči napřed jeden po druhém posílají své členy rodiny vykonávat akce. Těch je ve hře velké množství, např. orání pole, setí obilí a zeleniny, stavba ohrad a chlévů pro chov zvířat (lze chovat ovce, prasata a krávy), získávání plodin, zvířat nebo stavebních surovin (ve hře jsou čtyři stavební suroviny – dřevo, jíl, kámen a rákos, které slouží k nákupu vybavení a k výstavbě dalších místností domu), pečení chleba, rozšiřování nebo vylepšování svého domu (dům je možné z původního dřevěného vylepšit na jílový a pak na kamenný), rozšiřování rodiny, nákup vybavení, vyložení povolání a podobně. Na začátku je k dispozici jen několik akcí, v každém kole přibude jedna další. Jednu akci může v jednom kole vykonat jen jeden hráč.
Poté, co hráči pošlou všechny členy svých rodin vykonat práce, kolo skončí. Na vyznačená místa se doplní další suroviny, hráči si rozeberou žetony svých členů rodiny zpátky k sobě a začíná další kolo.
Po skončení některých kol se však ještě koná sklizeň. Při ní hráči sklidí ze svých polí obilí a zeleninu a rozmnoží svá zvířata. Každý hráč však také musí nakrmit svou rodinu, což znamená odevzdat dvě jídla za každého člena rodiny (za člena, který se právě narodil, se odevzdává jen jedno jídlo). Nemá-li dost jídel, musí si za každé chybějící jídlo vzít žebráckou kartu, za kterou na konci hry ztratí 3 body.
Na konci hry po 14. kole si hráči sečtou své body. Ty se získávají za všechny druhy plodin a zvířat, které hráč vypěstoval nebo odchoval, za členy rodiny i za velikost a druh domu. Naopak hráč body ztratí, když mu některá plodina nebo druh zvířete chybí, když mu zbylo nevyužité pole nebo získal žebráckou kartu. Hráč s nejvyšším počtem bodů vyhrává.

## Vydání v Česku
V Česku byla hra vydána ve dvou částech: základní sada obsahuje kompletní hru, ale jen redukovaný balíček karet povolání a vybavení, označený jako E-deck (od slova Einsteiger, nováček). Rozšíření, které lze dokoupit zvlášť, obsahuje dva balíčky pokročilejších karet povolání a vybavení, označované jako I-deck (Interaktiv) a K-deck (Komplex), které v cizojazyčných verzích vyšly jako součást základní sady. K tomuto způsobu prodeje bylo přistoupeno proto, aby základní sada nemusela být pro české hráče příliš drahá.
Dalším rozšířením je Z-deck, balíček 24 poměrně silných karet povolání a vybavení, které ani v zahraničí nebyly obsaženy v základní sadě a byly původně vydány jako bonus pro zákazníky, kteří si předběžně objednali anglické vydání. V české verzi je možné tento balíček získat zatím jen jako bonus při nákupu základní verze a rozšíření současně.
Na rozdíl od původního německého vydání obsahuje česká verze barevné figurky zvířat (v původním vydání byly jen dřevěné krychličky).

## Další rozšíření
Kromě K-, I- a Z-decku vzniklo několik dalších rozšíření:
- X-Deck – humorné až bizarní rozšíření se sci-fi tematikou: u farmy přistál létající talíř s mimozemšťany. Písmeno X odkazuje na televizní seriál Akta X. Obsahuje 24 karet rozdělených do 5 různých typů (mimozemské akce, obchodníci z vesmíru, mimozemské artefakty, mimozemské události, mimozemská povolání). Létající talíř přistál, když farmáři postavili lom. Jednu kartu z X-Decku si tedy bere hráč, který zvolí akci „vzít jeden kámen“.[1]
- Ö-Deck – rozšíření s tematikou Rakouska (německy Österreich – odtud písmeno Ö). Obsahuje 12 karet povolání a 12 karet malého vybavení.[2]
- L-Deck – rozšíření volně stažitelné na Internetu.[3] Obsahuje celkem 14 karet. Osm z nich bylo vytištěno v papírové podobě pro výstavu her v Essenu v roce 2008.[4]
- Č-Pack – české rozšíření obsahující 12 karet profesí a 12 karet vybavení tematicky vztažených k České republice. Rozšíření vydala firma MindOK a karty byly vybrány z návrhů, které zaslali samotní hráči na výzvu uveřejněnou na webu.[5]
- Through the Seasons – rozšíření přinášející do hry čtyři roční období. Každé kolo hry se odehrává v jednom období, které má vliv na některé akce: na jaře je akce setí plodin a rozmnožování zvířat navíc, v létě jsou prázdniny přinášející další vítězné body, na podzim nastává další sklizeň a v zimě lze rozšířit rodinu bez volné místnosti.[6]
- Farmers of the Moor – první velké rozšíření, v češtině vydáno pod názvem Sedláci z blat. Jeho autorem je autor Agricoly Uwe Rosenberg. Obsahuje nové karty velkého i malého vybavení a několik dalších herních prvků, mezi nimi koně jako další druh zvířete, které lze chovat na farmě, nebo palivo, kterým je nutné vytápět rodinný dům při každé sklizni (navíc k živení rodiny jídlem). Každý hráč má na začátku hry na své farmě 5 lesů, z nichž lze získávat dřevo, a 3 rašeliniště, z nichž lze získávat palivo.[7][8]

## Ocenění
Hra získala v roce 2008 speciální cenu Spiel des Jahres (SonderPreis) za výjimečnou komplexní hru a obsadila 1. místo v prestižní německé hráčské anketě Deutsche Spieler Preis. V roce 2008 získala Agricola též české ocenění Hra roku.

## Humor
Mnoho karet v Agricole obsahuje ilustrace, které narážejí na populární kulturu, jiné deskové hry nebo herní designéry, například karta povolání „přístavní dělník“ parafrázuje jeden z mechanismů hry Osadníci z Katanu (výměnu několika stejných surovin za jednu jinou v přístavech) a na jejím obrázku je karikatura autora Osadníků Klause Teubera. Karta „nosič kamene“ zase nápadně připomíná Obelixe, kvůli němu se také ve hře chovají divoká prasata (oblíbená Obelixova pochoutka) namísto prasat domácích.